# Aleksey Vladimirovich Berezutsky
Bản mẫu:Eastern Slavic name
Aleksei Vladimirovich Berezutski (sinh 20 tháng 6 năm 1982 ở Moskva) là một hậu vệ người Nga. Anh bắt đầu sự nghiệp vào năm 1999 vào năm 17 tuổi ở FC Moscow. Anh hiện chơi cho CSKA Moskva. Vị trí sở trường của anh là trung vệ nhưng khi cần anh có thể chơi như một hậu vệ cánh, tiền vệ trụ hoặc thậm chí tiền vệ cánh. Anh là một hậu vệ có thể lên tham gia tấn công từ hai cánh. Anh ghi bàn mở tỉ số cho CSKA trong trận chung kết cúp UEFA 2005.
Aleksei bắt đầu chơi bóng cho đội bóng của trường Smena ở Moscow. Anh đã có gia đình và có một cô con gái tên Alyona. Người em sinh đôi của anh, Vasili, cũng là hậu vệ của CSKA.
Berezutski là một thành viên quan trọng trong đội tuyển Nga, ra sân 32 lần từ năm 2003. Aleksey có vai trò rất lớn trong chiến thắng trước đội tuyển Anh. Anh lên tham gia tấn công và thực hiện một cú sút khiến thủ môn Paul Robinson phải đẩy bóng ra và tạo điều kiện để Roman Pavlyuchenko băng vào đá bồi tung nóc lưới.
Aleksei là đội trưởng đội tuyển Nga trong trận giao hữu thua 3-0 trước Romania, sau đó, có tin cho rằng Hiddink cho anh làm đội trưởng đơn giải để ông có thể nhận biết giữa Aleksei và Vasili.

## Danh hiệu
- UEFA European Football Championship huy chương đồng: 1
  - 2008
- UEFA Cup: 1
  - 2005
- Russian Premier League: 3
  - 2003, 2005, 2006
- Cúp bóng đá Nga: 4
  - 2002, 2005, 2006, 2008,2009
- Russian Super Cup: 4
  - 2004, 2006, 2007, 2009